# Brandon Harrison
Brandon Harrison (29 de abril de 1985 en Baton Rouge, Luisiana) es un jugador profesional de fútbol americano juega la posición de safety actualmente es agente libre. Fue seleccionado por Houston Texans en la quinta ronda del Draft de la NFL de 2007. Jugó como colegial en Stanford.
También participó con California Redwoods de la United Football League.

## Estadísticas UFL
| Temporada | Año | Tkl | Ast | Tot  | Sck | Yds | FF |
| --------- | --- | --- | --- | ---- | --- | --- | -- |
| 2009      | CAR | 8   | 10  | 13.0 | 0.0 | 0   | 0  |